# Bolszoj Sabsk
Bolszoj Sabsk (ros. Большой Сабск) – wieś (dieriewnia) w Rosji, w obwodzie leningradzkim, w rejonie wołosowskim. W 2010 liczyła 1400 mieszkańców.